# Thylacinus megiriani
Thylacinus megiriani is een uitgestorven buidelwolf. Deze soort leefde tijdens het Mioceen op het Australische continent. 

## Kenmerken
Thylacinus megiriani was met een geschat gewicht van ongeveer 57 kg zwaar de grootste bekende buidelwolf.

## Fossiele vondsten
Fossielen van Thylacinus megiriani zijn gevonden in de Waite-formatie bij Alcoota Station in het Noordelijk Territorium en dateren uit het Laat-Mioceen. Deze soort behoort tot de "Ongeva Local Fauna" van circa 6 miljoen jaar geleden. Thylacinus megiriani leefde één tot twee miljoen jaar na de iets kleinere verwant Thylacinus potens, waarvan fossielen in oudere afzettingen in Alcoota Station zijn gevonden. Het holotype van Thylacinus megiriani is een gedeeltelijke linker bovenkaak met beschadigde valse kiezen en kiezen. Later zijn ook twee gedeeltelijke onderkaken met valse kiezen en kiezen gevonden.